# Cecilia Maffei
Cecilia Maffei (Tione di Trento, 19 de noviembre de 1984) es una patinadora de velocidad sobre pista corta italiana.

## Carrera
Compitió en los Juegos Olímpicos de Invierno de 2010 en Vancouver (Canadá), junto con el equipo italiano en el evento de relevo de 3000 metros femenino, terminando en sexto lugar en la tabla de posiciones general. Participó también en los eventos de 500, 1000 y 1500 metros sin poder avanzar más allá de la primera ronda.
Su mejor actuación individual en un campeonato mundial fue en 2010, cuando obtuvo el 15.º lugar en los 1000 metros. También ganó una medalla de bronce en el campeonato mundial de patinaje de velocidad de pista corta de 2010, y ocho medallas como miembro del equipo de relevos italiano en el campeonato europeo. En copas del mundo, su mejor clasificación fue el séptimo lugar en los 1500 metros en la temporada 2006-2007.
En los Juegos Olímpicos de Invierno de 2018, celebrados en Pieonchang (Corea del Sur), ganó la medalla de plata en el evento de relevo de 3000 metros femenino junto con Arianna Fontana, Lucia Peretti y Martina Valcepina.